# Dauferidi
I Dauferidi furono una nobile famiglia longobarda, che resse il Principato di Salerno e la Contea di Nocera dall'861 d.C. al 978, allorché subentrarono gli Atenulfingi.

## Storia
Il capostipite della dinastia fu Il Conte Dauferio Balbo, il quale generò Gauiferio che fu assurto al Principato di Salerno.
La sua discendenza primogeniale, estintasi con Gisulfo I, resse detto Principato, mentre la linea cadetta governò la Contea di Nocera, che ai primi del IX secolo comprendeva, oltre la detta città, i villaggi Marciano, Balentino, Bracigliano, Siano ed inoltre Scafati, Salerno.
Le città noverano talune famiglie cui deve attribuirsi derivazione dal Conte Dauferio e con le loro casate rammentano i nomi longobardi della prosapia del primo Conte Nocerino.

## Genealogia e casate derivate
Principi di Salerno
- 861–880 Guaiferio
- 880–900 Guaimario I
- 900–946 Guaimario II
- 946–978 Gisulfo I

Le propaggini che hanno per stipite comune Alfano (secolo X), figlio di Landenolfo, discendente da Dauferio Balbo, sono le seguenti in ordine di antichità di cognome: Di Nocera, Alfano, De Acto (o Dactilo), Adimari (o Aldemari), Stincarello (o Scincarello), Viscidi, Marchese, de Laudi e Parente (o de Parente).

## Di Nocera (De Nuceria)
La famiglia di Nocera, discendente dai Conti di Nocera, ebbe per progenitore Lamberto (sec. XI).
Essa è la più antica propaggine dei Dauferidi tuttora esistente.
Il blasone in campo d'oro era l'ex stemma della città di Nocera, oggi infatti privo di leoni, e l'attuale del comune di Sant'Egidio del Monte Albino.
Tra i membri più influenti della casata, ancora prospera, si annovera il Commendatore Luigi di Nocera, filantropo ed imprenditore vissuto tra il 1826 e il 1902 cui è stata dedicata una delle maggiori piazze di Napoli. Discendente della famiglia è altresì, in linea materna, l'attore Alessandro Preziosi, cugino del capo della casata Antonio di Nocera.

## Alfano
La famiglia Alfano,, fu originata dall'omonimo suddetto. Ha il titolo di Barone di Cannice ed il predicato di Berleni; in essa si è estinta la famiglia De Notaris. Arma: Di azzurro alla fascia di argento accompagnata nel capo da tre stelle di sei raggi di oro e nella punta da un monte di tre cime del medesimo.

## De Acto
La famiglia De Acto fu originata da Manso o Mansone figlio di Ademaro I, Conte e Giudice (1040). Della sua arma non si ha notizia.